# 趙範
趙 範（ちょう はん、拼音: Zhào Fàn、生没年不詳）は、中国後漢末期の人物。

## 概要
『三国志』によると、209年の時点では桂陽郡の太守であり、韓玄・金旋・劉度と同じく、侵攻してきた劉備に降伏した。
『三国志』の裴松之注で引用されている「趙雲別伝」によると、上記の降伏後に趙範に代わって太守に就いたのは劉備軍の趙雲であり、趙範は趙雲に取り入るために、亡き兄の妻の樊氏と結婚させようとした。しかし、趙雲は「趙範の兄も趙姓で自分と同姓であるから」と断り、周りの者になおも勧められると「趙範は追い詰められて降伏しただけで、まだ何を考えているか分らない。（彼女を選ばなくても）天下に女は少なくない」と言って拒否した。
案の定、後に趙範は逃亡した。

## 演義での趙範
小説『三国志演義』においては、趙雲との関係で様々な脚色がなされている。趙雲と遠縁で、同じ常山郡真定県（現在の河北省石家荘市正定県）の出身ということにされている。
荊州南部4郡の占拠を狙う劉備軍に対し、鮑隆・陳応の二人の将軍を差し向け一旦は対抗したものの、大敗し降伏する。このためその後、同姓の誼ということを利用して趙雲と義兄弟の契りを結び、親交を深めるため自分の嫂（あによめ。樊氏のことか）を譲ろうとしたが、逆にそれが元で関係が険悪となり、趙雲から袋叩きにされてしまう。これに怒った趙範はついに趙雲の寝首を掻こうとしたが、裏をかいた趙雲に敗れ再び降伏する（前述の二将は酔い潰されて処断される）ことになっている。
降伏以後の出番はないが、後の長沙征伐の際に、あくまで韓玄との引き合いではあるが、思慮深い人物という評価を諸葛亮が関羽に対して伝える場面がある。

## 配下
『三国志演義』でのみの配下
- 鮑隆
- 陳応

## 出身地
『三国志』趙雲伝に引く「趙雲別伝」では、「代趙範」という記述があり、幽州代郡の出身としている。別伝の原文は句読点位置による文章解釈が難しく、趙雲が桂陽太守に就任したかどうか判断を迷わす史料となっている。